# Foum Zguid

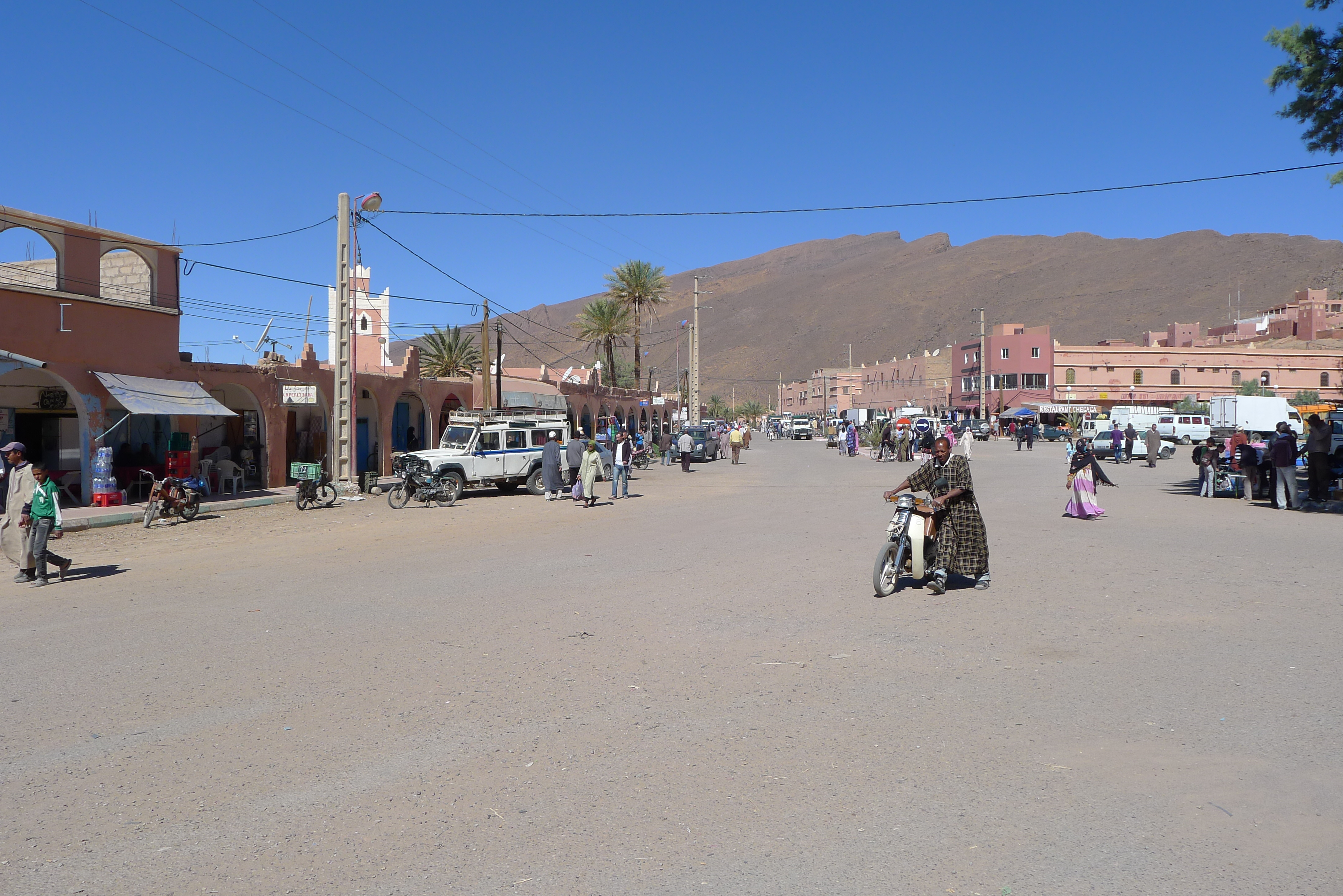
Zentrum von Foum Zguid

Foum Zguid (arabisch فم زكيد, Taschelhit ⵉⵎⵉ ⵥⴰⴳⴳⵉⴷ) ist eine Oasenstadt mit etwa 9000 Einwohnern in der Provinz Tata in der Region Souss-Massa im Süden Marokkos.

## Lage und Klima
Die nur etwa 650 m hoch gelegene Kleinstadt Foum Zguid liegt am Rande der etwa 1500 m hohen Berggipfel der südlichen Ausläufer des Anti-Atlas-Gebirges etwa 137 km (Fahrtstrecke) östlich von Tata an der N12. Bis nach Tazenakht bzw. Ouarzazate sind es etwa 85 km bzw. 175 km in nördlicher Richtung. Das Klima ist wüstenartig; Regen (ca. 105 mm/Jahr) fällt – wenn überhaupt – nur in den Wintermonaten.

## Bevölkerung
| Jahr      | 1994 | 2004 | 2014 | 2024 |
| Einwohner | 9903 | 9630 | 8986 | 8660 |

Die Bevölkerung Foum Zguids besteht nahezu ausschließlich aus Angehörigen verschiedener Berberstämme der Umgebung. Die meisten sind – wegen ausbleibender Regenfälle in ihren Heimatdörfern, aber auch aus soziokulturellen Gründen (Hoffnung auf Arbeit, Verbesserung der materiellen Lebensbedingungen und der Gesundheitsvorsorge, bessere Möglichkeiten zur schulischen Ausbildung der Kinder etc.) – seit den 1970er Jahren in die Städte abgewandert.

## Wirtschaft
In früheren Jahrhunderten stand die Selbstversorgung im Zentrum des Wirtschaftens. Erst nach Fertigstellung einer Piste von Guelmim über Akka nach Tata und weiter nach Ouarzazate während der französischen Kolonialzeit konnten die in der Dattelpalmenoase erzeugten Lebensmittel auch auf regionalen oder überregionalen Märkten abgesetzt werden. Gleichzeitig kamen neue Gemüsepflanzen (Kartoffeln, Tomaten etc.) in die Gegend und bereicherten den Speiseplan. Auch heute noch beherrscht die Oasenwirtschaft das Leben der meisten Bewohner; produziert werden in erster Linie Datteln, Oliven, Granatäpfel und Feigen, aber auch Getreide- (Gerste, Weizen, Mais) und Gemüseanbau (Ackerbohnen, Möhren, Tomaten etc.) ist möglich. Über den Bereich der Landwirtschaft hinaus haben sich etliche Kleinunternehmen im Handwerks-, Geschäfts- und Dienstleistungssektor entwickelt.

## Geschichte
Wie bei allen Berberdörfern fehlt zur Geschichte von Foum Zguid jedwede schriftliche Überlieferung. Man kann jedoch davon ausgehen, dass die Palmenoase bereits von frühen Jägern und Sammlern entdeckt und einige Jahrhunderte später von Nomaden dauerhaft besiedelt wurde. Das Vieh (Schafe, Ziegen, Hühner) konnte jedoch nicht mehr frei herumlaufen, sondern musste in Pferchen oder Ställen gehalten werden, wodurch sich der Bestand erheblich verkleinerte. In der Phase der Sesshaftwerdung waren wiederkehrende und oft genug tödlich endende Konflikte zwischen den Oasenbewohnern und umherziehenden Viehnomaden nicht selten.

## Sehenswürdigkeiten
In Foum Zguid gibt es keinerlei Sehenswürdigkeiten von historischer oder kultureller Bedeutung. Einige der neuen, in ockerfarbenen Tönen gestrichenen Häuser im Ortszentrum haben vor der Sonne schützende Arkadenvorbauten im Erdgeschoss.
Das Ksar, der eng verbaute Altstadtbereich, verfällt zusehends und wird nur noch von wenigen Leuten bewohnt.

## Tourismus

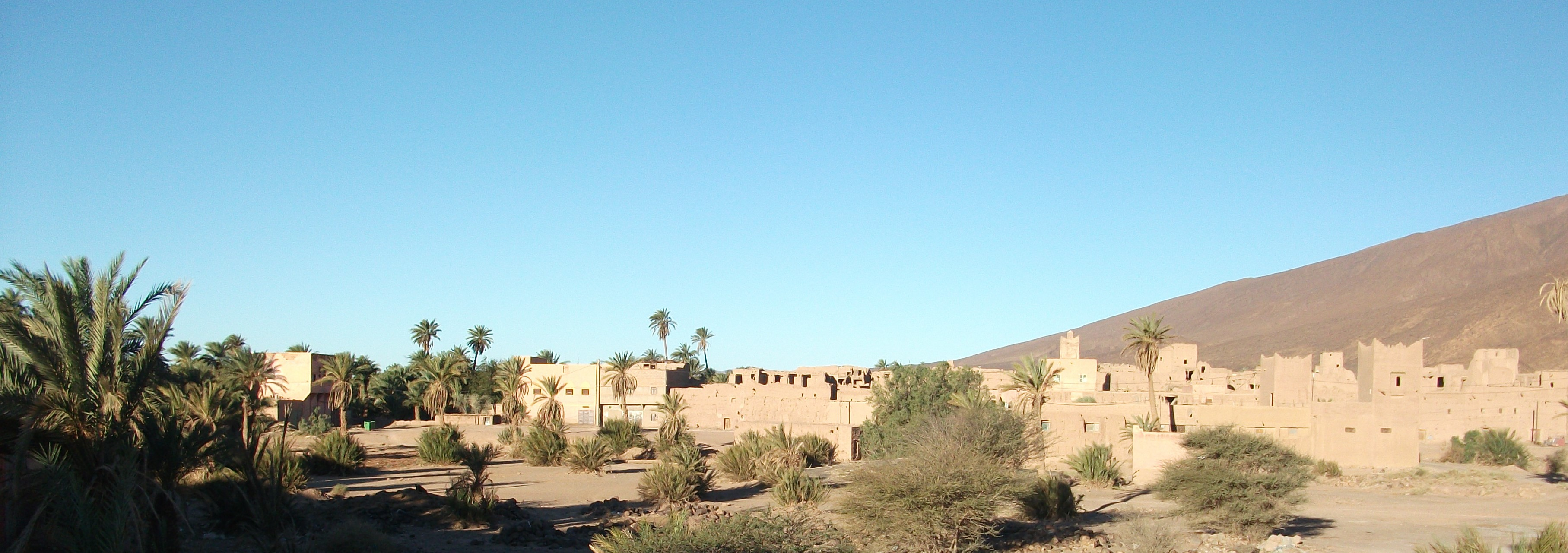
Landschaft bei Foum Zguid

Foum Zguid bildet den Ausgangspunkt der Piste für Allrad-Touren zum Lac Iriki und weiter über den Erg Chegaga nach Mhamid und Zagora. Aus diesem Grund hat sich eine gewisse Tourismus-Infrastruktur mit mehreren einfachen Hotels und Souvenirläden entwickelt. Die Stadt verfügt auch über eine Tankstelle, Post, Bankomat, Restaurants, Hotels und einen Campingplatz.